# Metalcore
Metalcore je fuzijski glazbeni žanr, koji spaja razne elemente ekstremnog metala s hardcore punkom. 
Izraz je dobio današnje značenje sredinom 1990-ih, kada su njime opisivani sastavi Earth Crisis, Deadguy i Integrity. Danas su jedni od najpoznatijih predstavnika tog žanra sastavi As I Lay Dying, August Burns Red, All That Remains, Avenged Sevenfold (ranije), Bullet for My Valentine, Killswitch Engage, Parkway Drive i Trivium.